# Seiko Kawamura
Seiko Kawamura (河村 聖子, Kawamura Seiko) est une ancienne joueuse de volley-ball japonaise née le 23 mai 1984 à Hōfu (Préfecture de Yamaguchi). Elle mesure 1,74 m et jouait au poste de passeuse.

## Clubs
| Club                       | De        | À         |
| -------------------------- | --------- | --------- |
| MitajiriJoshi High School  |           | 2002-2003 |
| JT Marvelous               | 2003-2004 | 2008-2009 |
| Toyota Auto Body Queenseis | 2009-2010 | 2013-2014 |

## Palmarès
- V Première Ligue
  - Finaliste : 2007.
- Coupe de l'impératrice
  - Finaliste : 2011.
- Tournoi de Kurowashiki
  - Vainqueur : 2014.
  - Finaliste : 2004, 2007.